# جورج هنري مايلز
جورج هنري مايلز (بالإنجليزية: George Henry Miles)‏ هو كاتب أمريكي، ولد في 31 يوليو 1824، وتوفي في 23 يوليو 1871.